# Brouwersdam
De Brouwersdam is het zevende bouwwerk van de Deltawerken. De Brouwersdam, gelegen in de Nederlandse provincies Zuid-Holland en Zeeland, sluit het Brouwershavense Gat af. Door deze afsluiting van dit zeegat ontstond het Grevelingenmeer.
Al in 1965 was de Grevelingendam tussen Goeree-Overflakkee en Schouwen-Duiveland gereedgekomen. De Grevelingen ten zuiden van Goeree-Overflakkee stonden nog in verbinding met de Noordzee. De stormvloeden konden hier dus hoger oplopen, daarom werden de dijken aan de zuidkant van het eiland in 1965 verhoogd. Om de periode van hogere vloedstanden te verkorten is direct na de sluiting van de Grevelingendam begonnen met de bouw van de Brouwersdam. Na ruim zes jaar, in het voorjaar van 1971, is deze dam gesloten. Tussen 1964 en 1971 hebben zich enkele zeer hoge waterstanden voorgedaan. In november 1966 bleef het water hier slechts enkele centimeters beneden het peil van 1 februari 1953.
Met de bouw van de zes kilometer lange dam werd in 1962 begonnen. De zeearm tussen Goeree en Schouwen was hier tot 30 meter diep. Vanwege de grote diepte werd dit sluitgat uitgevoerd als een caissonsluiting met doorlaatcaissons, waardoor de getijden tijdens de bouw van de dam door konden gaan. Hiermee werd voorkomen dat in het steeds kleiner wordende gat een te sterke stroming zou ontstaan. Deze methode werd gebruikt voor het noordelijk sluitgat De Kous (in het Springersdiep).
Naast de caissons is voor het zuidelijke sluitgat, het Brouwershavense Gat, uitgevoerd als kabelbaansluiting. Vanaf een kabelbaan werden grote blokken beton in de geul gestort, waarover vervolgens zand werd gespoten. De geul was lokaal te diep en het water stroomde te hard voor de methodes met de caissons. Nadat alle caissons neergelaten waren, werden de gaten met schuiven gedicht.
De Brouwersdam was in 1971 gereed. Na de afsluiting van de Grevelingen viel ongeveer 3000 hectare land droog. De weg op de dam (Rijksweg 57) werd op 30 maart 1972 in gebruik genomen. Later werd nog een doorlaatsluis in de dam aangebracht, de Brouwerssluis. Deze kwam gereed op 1 juni 1978.
Halverwege de dam is een jachthaven en bungalowpark Port Zélande. Aan de zeekant wordt veel aan kitesurfen gedaan, en zowel aan de zeekant als aan de kant van het Grevelingenmeer wordt veel aan windsurfen gedaan.
Op de Brouwersdam ligt van de Punt van Goeree tot aan Middelplaat Haven de museumtramlijn van de Stichting voorheen RTM.
Op de Brouwersdam wordt sinds 2006 jaarlijks het popfestival Concert at Sea georganiseerd.
In maart 2018 is er door de regering besloten de waterkwaliteit te verbeteren. Hiervoor worden op diverse plaatsen in de dam afsluitbare tunnelbuizen geplaatst, om zuurstofrijk water in het Grevelingenmeer te laten stromen. Het getijverschil zal ongeveer 40 centimeter bedragen, rondom een middenpeil van 30 centimeter onder NAP.

## Fotogalerij

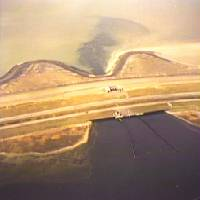
Spuisluis in de Brouwersdam
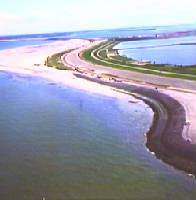
Brouwersdam Middelplaat bij Paal 24
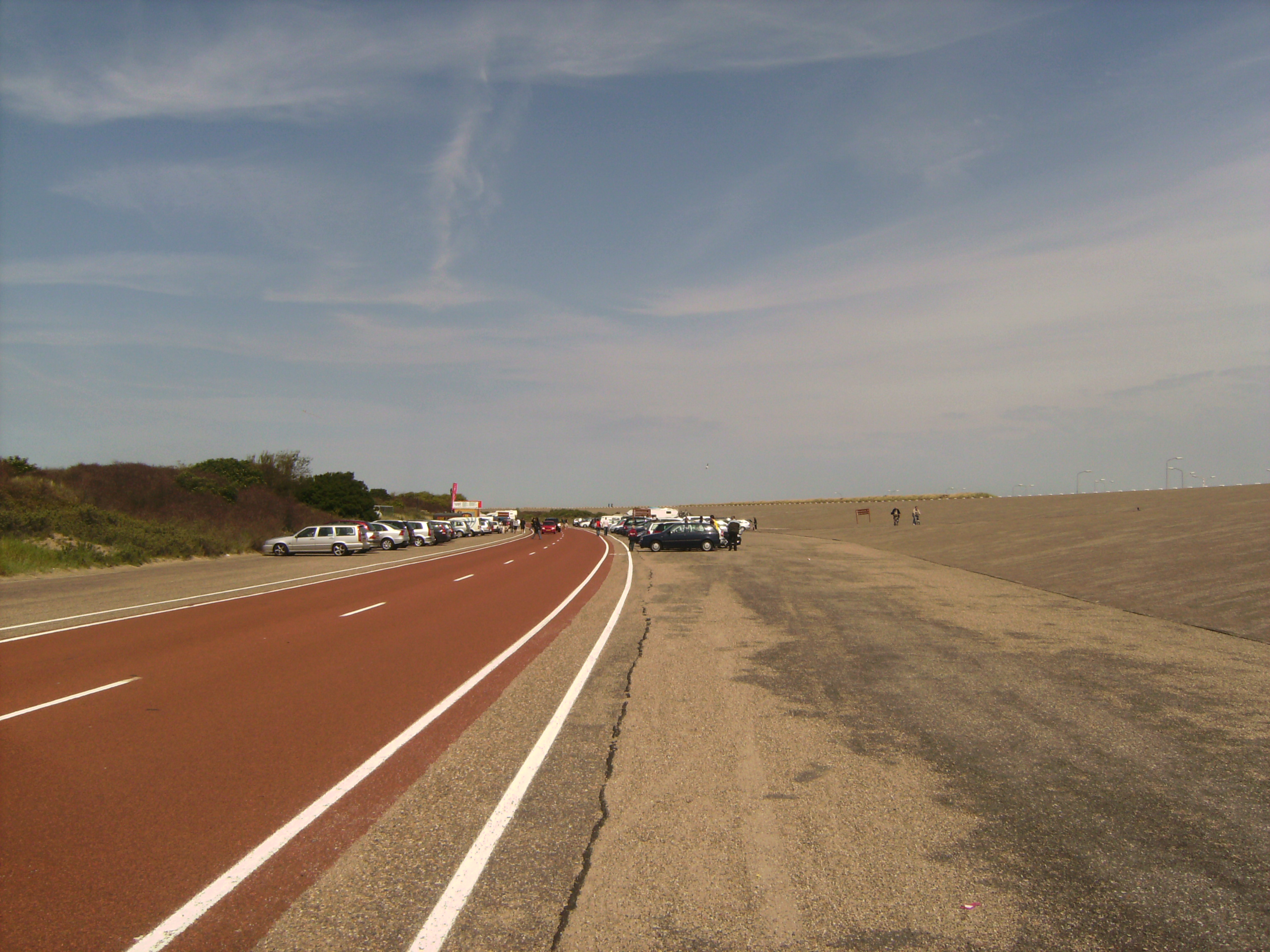
Brouwersdam
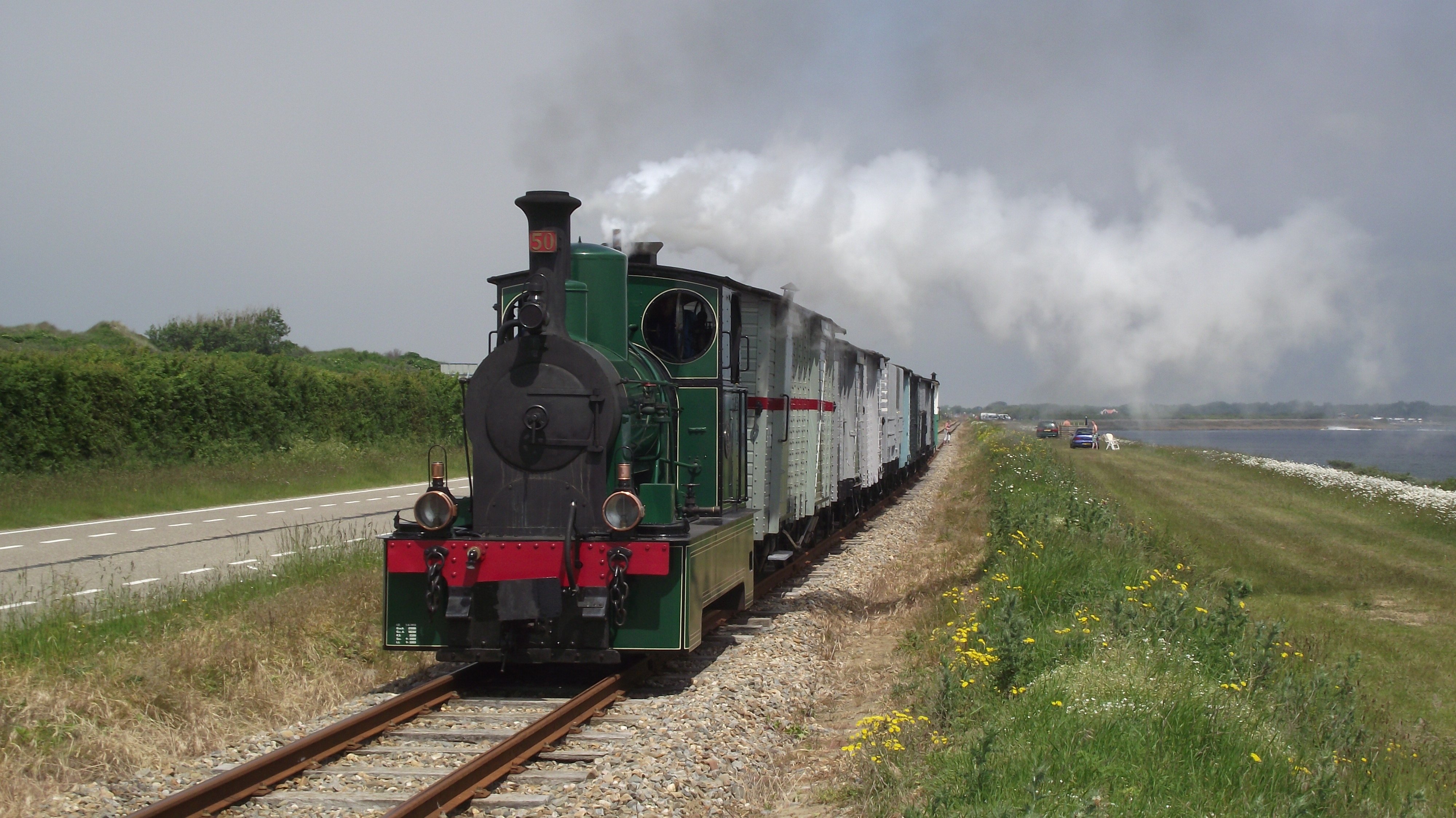
Stoomtram op de Brouwersdam